# Bathyphantes robustus
Bathyphantes robustus är en spindelart som beskrevs av Ryoji Oi 1960. Bathyphantes robustus ingår i släktet Bathyphantes och familjen täckvävarspindlar. Inga underarter finns listade.